# Arroyo del Cortado
Der Arroyo del Cortado ist ein Fluss im Norden Uruguays.
Er entspringt auf dem Gebiet des Departamento Artigas in der Cuchilla Yacaré Cururú einige Kilometer nordwestlich von Bernabé Rivera. Von dort fließt er in nordwestliche Richtung und mündet als linksseitiger Nebenfluss in den Río Cuareim.